# نيشان غريغوري ديميتروف
نيشان غريغوري ديميتروف (بالبلغارية: Орден Георги Димитров)‏ كان أعلى جائزة تمنحها جمهورية بلغاريا الشعبية. تأسس النيشان في 17 يونيو 1950 ومنحت للبلغاريين والأجانب للخدمات المتميزة للدفاع والحرية في بلغاريا، أو للمساهمات في الاشتراكية.   كانت الجائزة المكافئ البلغاري لوسام لينين، الذي قلدت تصميمه العام.
سميت الجائزة باسم جورجي ديميتروف، الشيوعي البلغاري البارز في فترة ما بين الحربين وسنوات ما بعد الحرب مباشرة.
تم تقديم حوالي 4500 جائزة. تم منح الأمر تلقائيًا لمتلقي ألقاب بطل جمهورية بلغاريا الشعبية وبطل العمل الاشتراكي. تم سحب الجائزة في 5 أبريل 1991.
تتألف الميدالية من صورة ديميتروف، محاطة بأكاليل من الحبوب، وفوق ملصق باسم ديميتروف وتعلوه نجمة صغيرة خماسية الرؤوس. كانت مذهب، بصرف النظر عن الخلفية المباشرة لشبه ديميتروف، نجمة واسم التسمية، والتي كانت ملونة باللون الأحمر الداكن. تم تعليقه على شريط أحمر غامق بحواف حمراء. تم تصميمه في الأصل بواسطة لازاروف وتم تعديله بواسطة أداباشيان.

## المستلمون
- تودور جيفكوف
- بيتور تانشيف
- جورجي أتاناسوف
- جريشا فيليبوف
- أليكسي إيفانوف
- باندو فانشيف
- انجيل ديميتروف
- كروم فاسيليف
- كيم إيل سونغ (مرتين) [4]
- ليونيد بريجنيف (ثلاث مرات)
- يوري غاغارين
- فالنتينا تيريشكوفا
- فويتشخ جاروزلسكي
- فام هونغ
- يوسف م. دادو